# Räddningsraket

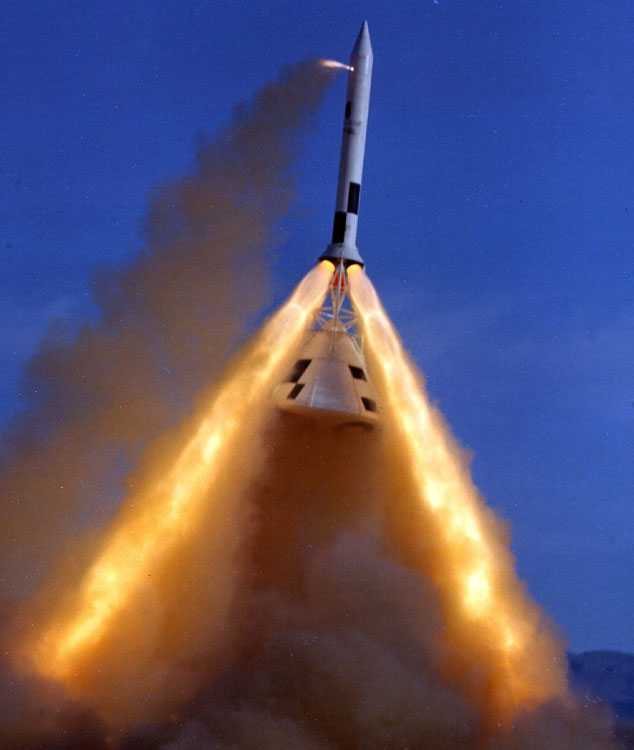
Test av en räddningsraket för Apollo

Sojuz

En räddningsraket används för att föra astronauter i säkerhet om något skulle gå fel under uppskjutning.
Rymdfarkoster som använt räddningsraket
- Mercury
- Apollo
- Sojuz
  - Vid en uppskjutning 1983 havererade raketen på startrampen och man blev tvungen att använda räddningsraketen. Uppskjutningen fick senare namnet Sojuz T-10-1.
  - Under uppskjutningen av Sojuz MS-10 i oktober 2018 uppstod ett fel på Sojuz-raketen och man aktiverade då räddningsraketen.

Rymdfarkoster som använder räddningsraket
- Dragon
  - Raketerna är integrerade i kapseln.
- CST-100 Starliner
- Orion
- Schenzhou

Andra har använt katapultstolar
- Vostok
- Gemini
- Space Shuttle
  - Endast vid dom fyra första uppskjutningarna.
- Buran